# Orson Welles
George Orson Welles, más conocido como Orson Welles (Kenosha, Wisconsin, 6 de mayo de 1915-Los Ángeles, California, 10 de octubre de 1985), fue un actor, director, guionista, productor y locutor de radio estadounidense.
Considerado uno de los artistas más versátiles del siglo XX en el campo del teatro, la radio y el cine, alcanzó el éxito a los veintitrés años gracias a la obra radiofónica La guerra de los mundos, que causó conmoción en los Estados Unidos cuando muchos oyentes del programa pensaron que se trataba de una retransmisión verdadera de una invasión extraterrestre. Este sensacional debut le valió un contrato para tres películas con el estudio cinematográfico RKO, que le otorgó libertad absoluta en sus realizaciones. A pesar de estos beneficios, solo uno de sus proyectos previstos pudo ver la luz: Citizen Kane (1941), su película más exitosa.
En 1946, bajo la sospecha de ser comunista, su carrera en Hollywood se estancó y se vio obligado a trasladarse a Europa, donde trabajó como actor para financiar sus producciones, algo característico del período del macartismo, durante el cual numerosos personajes de la vida pública fueron acusados de pertenecer a esta corriente ideológica y, con ello, ser enemigos de los Estados Unidos. Sobre la época, el mismo Welles escribió: «Lo malo de la izquierda estadounidense es que traicionó para salvar sus piscinas. Y no hubo unas derechas estadounidenses en mi generación. No existían intelectualmente. Solo había izquierdas y estas se traicionaron. Porque las izquierdas no fueron destruidas por McCarthy; fueron ellas mismas las que se demolieron dando paso a una nueva generación de nihilistas». Pese a su persecución y debido a su triunfo en Europa, en 1958 Welles pudo volver a Hollywood para el rodaje de su película Touch of Evil entre otros títulos de capital relevancia en su carrera.
Entre sus otros muchos proyectos destaca la producción y dirección de películas como Macbeth (1948), Otelo (1952) -adaptaciones de obras teatrales de William Shakespeare-, El proceso (1962) -adaptada del libro homónimo de Franz Kafka- y F for Fake (1973), entre otros. Su última aparición fue en televisión, haciendo un cameo en la teleserie Luz de luna; murió cinco días antes de la emisión del capítulo. Su fama creció tras su muerte en 1985 y ahora se le considera uno de los más grandes directores de cine y teatro del siglo XX. En 2002 fue elegido por el British Film Institute como el mejor director de la historia del cine.

## Carrera
Orson Welles nació en Kenosha, Wisconsin, segundo hijo de Beatrice Ives, una pianista y sufragista que había cumplido una condena por sus opiniones políticas fuertemente radicales, y Richard Welles, propietario de una cadena de fábricas de camionetas e inventor aficionado proveniente de una familia rica de Virginia. Desde su nacimiento, Welles recibió una educación poco convencional de parte de sus eclécticos y adinerados padres, lo trataron como el prodigio de la familia y dirigieron su precoz talento hacia las diferentes formas de arte. El pequeño Orson aprendió rápidamente las enseñanzas de su madre y pronto se inició en la pintura.

### Primeros años
Welles hizo su primera aparición en el escenario a los tres años en una representación de la obra Sansón y Dalila, en la Ópera de Chicago. En 1919, sus padres se separaron y Orson pasó a residir con su madre en Chicago, donde comenzó a introducirse en los círculos artísticos e intelectuales. El 10 de mayo de 1924, Beatrice Welles murió repentinamente de ictericia a la edad de cuarenta y tres. Tras la pérdida de su madre Welles vuelve a vivir con su padre y abandona para siempre su carrera musical.
El doctor Maurice Bernstein, un viejo amigo de la familia Welles y ex pretendiente de su difunta madre, estimuló en el infante el amor por el teatro, dándole una linterna mágica, un cuadro de pintura y un teatro de marionetas. A la edad de diez años, mientras estudiaba su primaria en Madison (Wisconsin), Welles se dedicó a ofrecer presentaciones escolares y dirigió y protagonizó su primera representación teatral, El extraño caso del doctor Jekyll y míster Hyde. Al poco tiempo, ingresó en la Todd School de Illinois, una escuela de vanguardia dirigida por el profesor Roger Hill, que en numerosas ocasiones Welles citó como su mentor y la persona que le suministró las ideas artísticas y literarias en las que fundamentó toda su obra futura.

### Teatro y radio

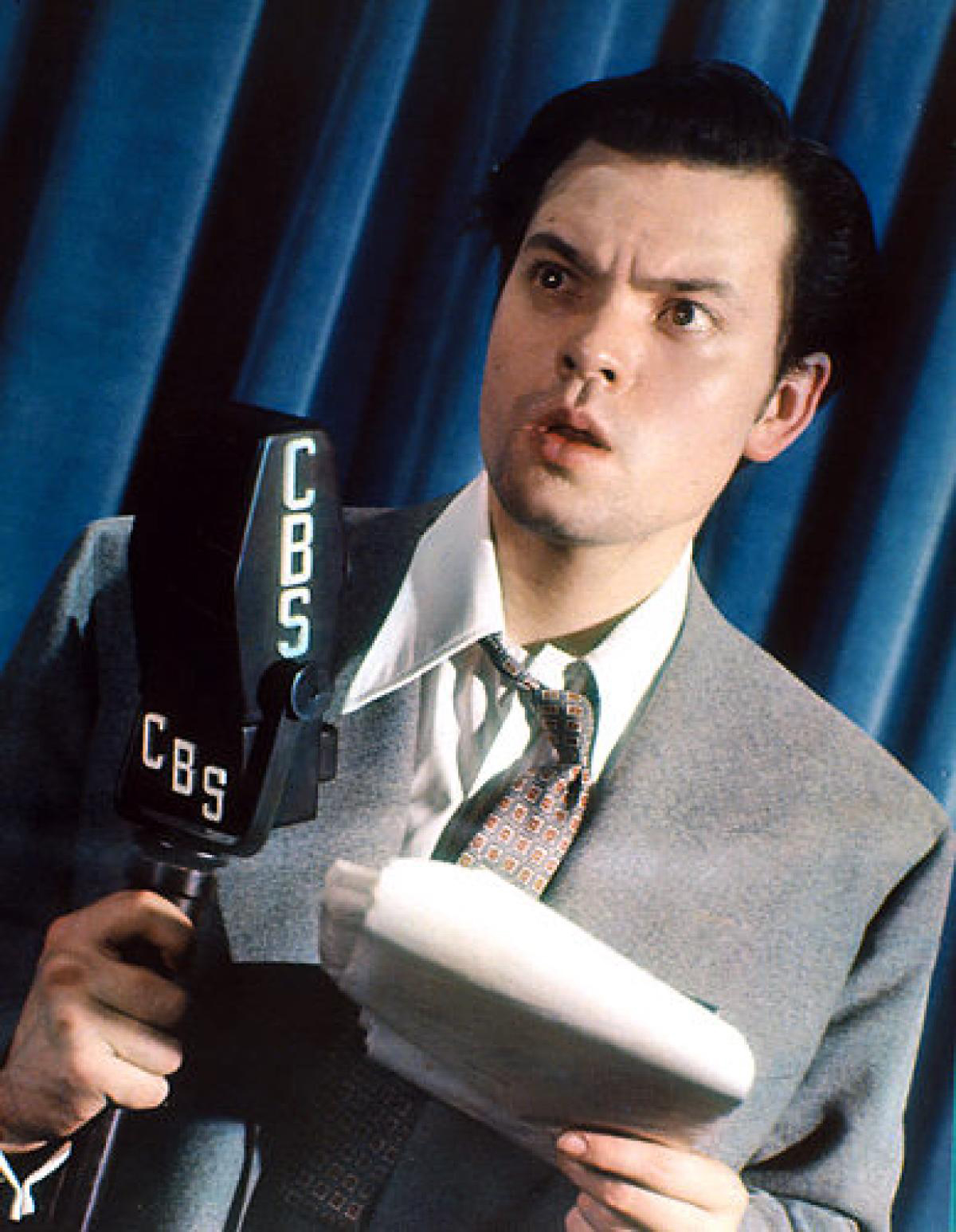
Orson Welles, en 1938.

En 1931, a los 16 años, Welles comenzó a trabajar en el teatro en Dublín, Irlanda. Pronto se trasladó a Nueva York, donde debutó al año siguiente en Broadway con la representación de Romeo y Julieta. De 1936 a 1938 Welles dirigió producciones teatrales de alto perfil para el Proyecto de Teatro Federal, incluida una adaptación de Macbeth con un elenco totalmente afroamericano que habría de ser denominada Voodoo Macbeth por su ambientación en Haití y la substitución de las brujas de la obra de Shakespeare por hechiceras vudú.
Fundó posteriormente la compañía de teatro Mercury Theatre, con la que obtuvo gran éxito. En 1938, junto con varios colegas de su compañía, representó por radio, en la cadena CBS, una adaptación de la obra de H. G. Wells La guerra de los mundos. El realismo fue tal que la emisión causó auténtico pánico en Nueva Jersey, donde, según la obra, estaba teniendo lugar la invasión de los extraterrestres. Este episodio le dio fama mundial, lo que llevó a RKO Pictures a contratarle en 1939 con plena libertad para escribir, producir y dirigir dos películas.
El contexto internacional del año 1939 —inestabilidad en Europa, inicio de la Segunda Guerra Mundial— también contribuyeron a potenciar el efecto que la representación de Welles tuvo en una audiencia muy sensibilizada por esos acontecimientos.

### Ciudadano Kane
Hasta ese momento la experiencia de Welles como realizador cinematográfico había sido casi nula, por lo que comenzó a interiorizarse de la técnica y del lenguaje del cine, contribuyendo además con un estilo visual propio, inédito para la época, como el uso del "documental" dentro de la propia historia. Tenía 24 años cuando convenció al guionista Herman J. Mankiewicz para escribir una historia basada en la vida de William Randolph Hearst, magnate de la prensa, propietario de dos importantes periódicos. Tras unos retoques que él mismo realizó en el guion, Welles dirigió la película bajo el título de Citizen Kane. Hearst intentó prohibir la proyección, pero se estrenó en 1941 con gran éxito de crítica, aunque no de taquilla, debido a las trabas que tuvo en la distribución, promovidas por Hearst.

### Años 1940

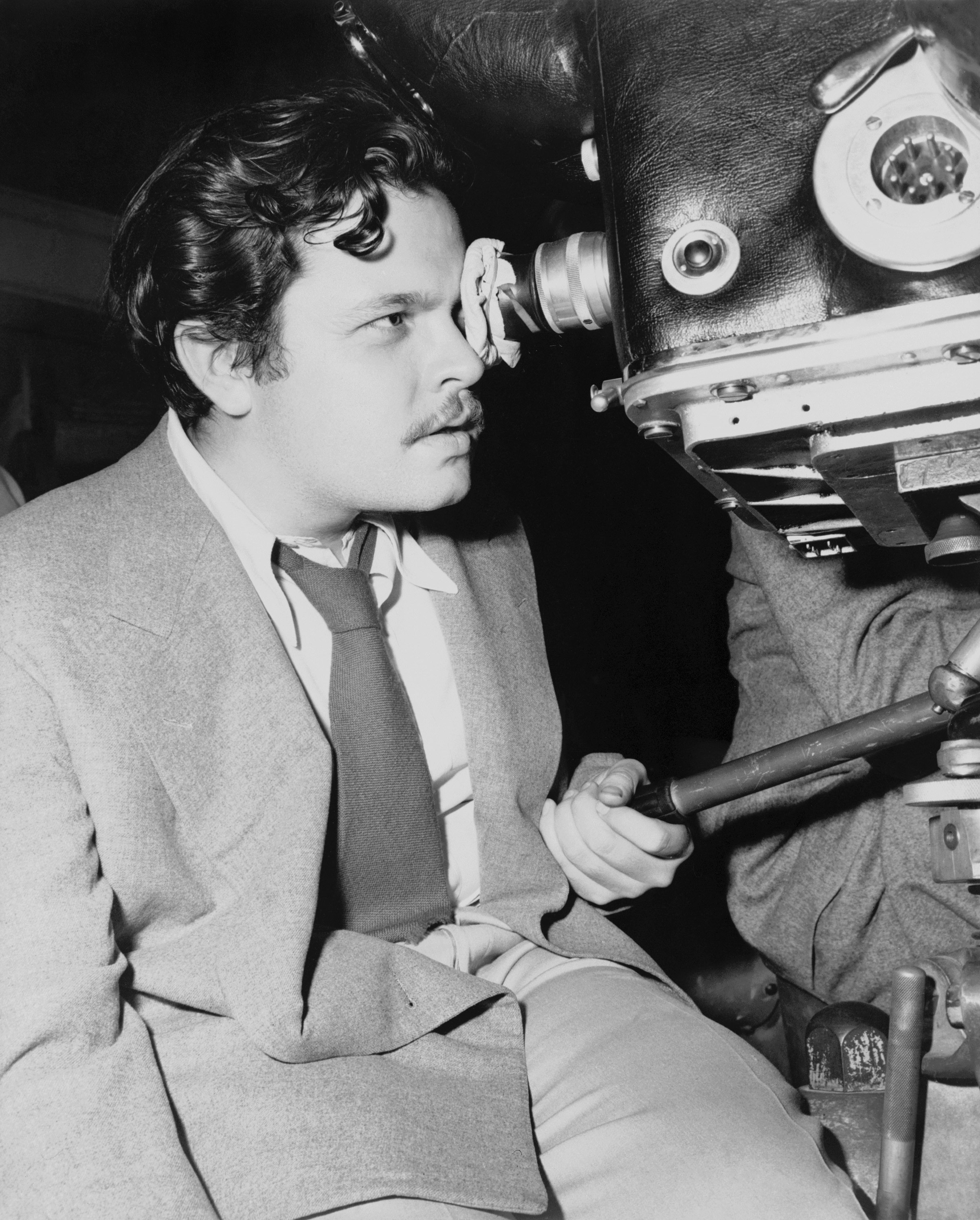
Welles durante el rodaje de The magnificent Ambersons

Para el guion de su segunda película, The Magnificent Ambersons (1942), Welles se basó en la novela The magnificent Ambersons de Booth Tarkington (Premio Pulitzer en 1919). La película reflejaba la vida de una familia norteamericana a principios del siglo XX. El montaje final de Welles fue alterado por la RKO hasta tal punto que el cineasta dijo que habían arruinado su obra. No obstante, la película conserva el vigor creativo de Ciudadano Kane.
Con El extraño (1946) Welles se puso al frente de un proyecto en el que, como él mismo reconoció, su implicación personal fue mínima. A pesar de todo, demostró que también sabía ser un eficaz artesano.
La dama de Shanghái (1948), con su apariencia de thriller al uso, y similar en varios aspectos al filme Vértigo de Hitchcock (1958) —la ciudad de San Francisco, California, el teñido del cabello de Rita Hayworth, el traje sastre gris— trascendió los límites del género y de un enrevesado argumento, para convertirse en una tela de araña que atrapa al espectador con una rara fascinación. Se recuerda especialmente la escena en la galería de los espejos.

### Años de madurez

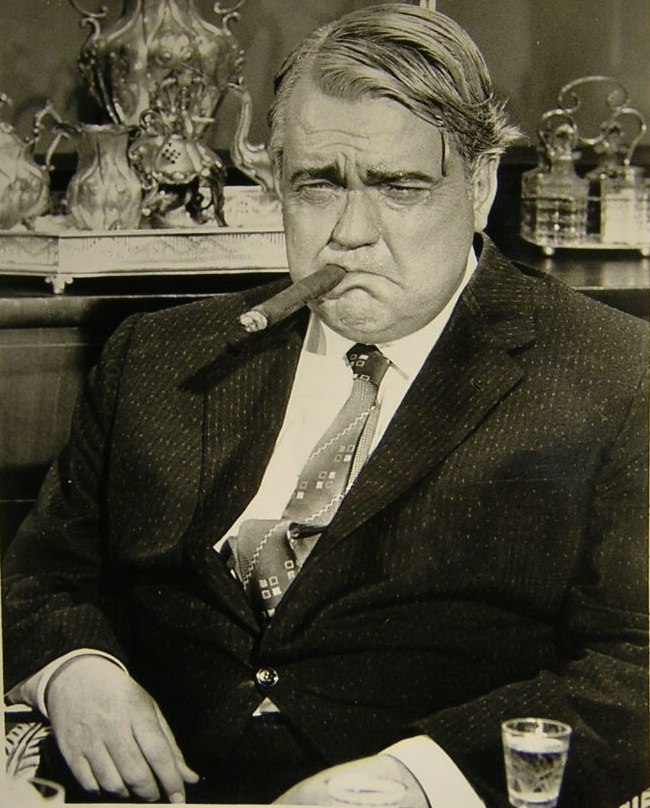
Welles en The Long, Hot Summer (1958)

Mr. Arkadin (1954) se resintió de un argumento que parecía querer aprovechar muchas de las premisas de Citizen Kane, así como de un reparto poco adecuado si exceptuamos la interpretación del propio Welles en su papel protagonista.
Touch of Evil (1958) es su segunda obra maestra después de Citizen Kane. En este subyugante thriller, Welles se reservó el papel de un obeso inspector de policía que utilizaba métodos de una ética más que dudosa hasta llegar al asesinato. La película recorre un mundo onírico y de ambientes enfermizos que tiene ecos de drama shakespeariano. El filme fue muy tocado en el montaje, e incluso se añadieron planos y escenas breves; hoy se ha repuesto dentro de lo posible con el plan de Welles (que expuso en una memoria de más de 50 pp. su crítica concreta a esa manipulación).
En El proceso (1962) Welles intentó adaptar la novela de Franz Kafka sirviéndose de su particular estilo cinematográfico. El resultado global fue desigual, aunque sobresaliente en muchas escenas, por su capacidad de crear un mundo paralelo al de Kafka.
Welles ofreció una personalísima y muy intensa visión del mundo de Shakespeare en tres películas aceptadas por todos como obras maestras: Macbeth (1948), Otelo (1952) y Campanadas a medianoche (1966). Esta última, inspirada en diversas obras del dramaturgo inglés, es un monumento de inventiva visual y maestría interpretativa. La película tiene como hilo conductor a Sir John Falstaff, interpretado por el propio Welles.

### Últimos trabajos

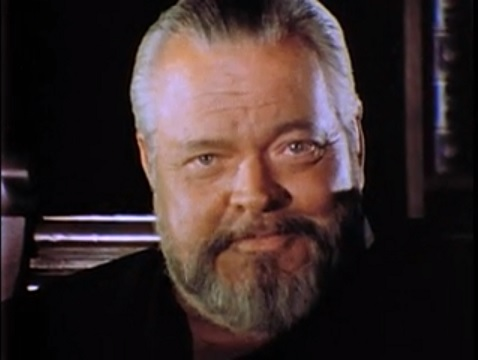
Orson Welles en 1973, fotograma del documental Who's Out There?

En 1970, Welles comenzó a filmar El otro lado del viento. La película relata los esfuerzos de un director de cine (interpretado por John Huston) para completar su última película de Hollywood y está ambientada en una gran fiesta. En 1972, Welles informó que la filmación estaba en un 96% completa, aunque en 1979 Welles solo había editado aproximadamente 40 minutos de la película. En ese año, las complicaciones legales de la propiedad de la película pusieron los negativos en una bóveda de París. En 2004, el director Peter Bogdanovich, quien actuó en la película, anunció su intención de completar la producción.
El 28 de octubre de 2014, la compañía de producción con sede en Los Ángeles Royal Road Entertainment anunció que había negociado un acuerdo, con la ayuda del productor Frank Marshall, y que compraría los derechos para completar y lanzar The Other Side of the Wind. Bogdanovich y Marshall planeaban completar la película casi terminada de Welles en Los Ángeles, con el objetivo de tenerla lista para su presentación el 6 de mayo de 2015, el centenario del nacimiento de Welles. Royal Road Entertainment y el productor alemán Jens Koethner Kaul adquirieron los derechos de Les Films de l'Astrophore y el fallecido Mehdi Boushehri. Llegaron a un acuerdo con Oja Kodar, quien heredó la propiedad de Welles de la película, y Beatrice Welles, gerente de la finca de Welles, pero a fines de 2015, los esfuerzos para completar la película se encontraban en un punto muerto.
En marzo de 2017, Netflix adquirió los derechos de distribución de la película. Ese mes, el negativo original, los diarios y otras imágenes llegaron a Los Ángeles para la postproducción; la película se terminó en 2018 y se estrenó en el 75.º Festival Internacional de Cine de Venecia el 31 de agosto de 2018.
El 2 de noviembre de 2018, la película debutó en teatros selectos y en Netflix, cuarenta y ocho años después de que comenzara el rodaje.
Algunas imágenes están incluidas en los documentales Trabajando con Orson Welles (1993), Orson Welles: One Man Band (1995), y más ampliamente en Me amarán cuando esté muerto (2018).[cita requerida]
En 1973, Welles estrena F de Falso, una película de corte experimental planteada como un falso documental que se anticipa a algunas propuestas del cine postmoderno y que fue reconocida como influyente por realizadores como Jean-Luc Godard. En la película aparecen Picasso y Oja Kodar.
En 1976, graba su voz recitando a Edgar Allan Poe para el famoso disco Tales of Mystery and Imagination, de Alan Parsons Project. Curiosamente jamás tuvo contacto con ningún miembro del grupo (nunca conoció en persona a Parsons), que mientras estos trabajaban en la obra en Inglaterra, Welles lo hizo en unos estudios en Estados Unidos. Por problemas técnicos de la época su participación no se incluyó en las primeras ediciones del trabajo (Alan era muy exigente y esto supuso un problema tecnológico que provocó la anulación de varias pistas de sonido en la grabación final, incluida la voz de Welles). En 2007, el álbum fue remasterizado y gracias a las mejoras técnicas actuales se incluyeron todas las pistas anuladas, recuperando la voz profunda de Welles y su magnífica forma de recitar.
En 1979, hizo la narración de la versión en inglés de, A Step Away, película oficial de los VIII Juegos Panamericanos, celebrados en Puerto Rico en 1979. Esta narración fue la última que hizo para un largometraje. La película A Step Away, se restauró en 2010 en audio y video. El audio de la voz de Orson Welles, se sacó de la grabación de un LP original de la banda sonora de la película.
Su última aparición fue en octubre de 1985, en la serie de televisión Luz de luna, donde hacía un cameo e introducía el capítulo 4 de la segunda temporada «The Dream Sequence Always Rings Twice», homenaje al cine negro de los años 1940.
Su último trabajo fue en la película Transformers: The Movie de 1986, donde doblaba al malvado planeta transformer devorador de mundos Unicron. Parece que falleció unos pocos días antes de completar el trabajo y los rumores dicen que Leonard Nimoy (Galvatron) lo hizo por él, aunque el director de doblaje Wally Burr y la actriz Susan Blu (Arcee) lo han negado.

### Prolífico y genial
Actor prolífico, Welles a menudo usaba su trabajo de actor para financiar sus proyectos como director. Fue uno de los directores de mayor talento de la historia del cine. Citizen Kane, en su momento y ahora, representó (y representa) un prodigio de la técnica y narrativa cinematográfica. El plano secuencia inicial de Touch of Evil (una toma ininterrumpida de varios minutos) demuestra un dominio de la puesta en escena y organización de los movimientos como sólo un cineasta de su categoría podía conseguir, si bien él no apreciaba esos planos en exceso. Incluso obras en apariencia menores, como The Stranger, presentan rastros de su gran talento.
En ocasiones es difícil establecer la cronología exacta de su filmografía debido a las películas que inició y no pudo finalizar por falta de financiación.

## Orson Welles y Shakespeare
Orson Welles llamó siempre a William Shakespeare “el báculo de la vida” o a lo mejor siempre quiso decir el báculo de su propia existencia. En su infancia, el pequeño Welles gustaba leer las obras del magnánimo Shakespeare. Y como es propio de su edad, quiso jugar y divertirse con esas fantásticas historias. Sin embargo, lo hizo de una manera poco convencional y admirable para sus contemporáneos: A sus cortos diez veranos ya adaptaba dramas de su autor favorito. Más adelante, un adolescente Welles representaba papeles "shakesperianos" en las actuaciones de la escuela. Lear, Otelo, Macbeth, Falstaff, Bruto, Claudio; todo ellos fueron transformados por él en algo más que figuras tradicionales elaboradas a través de los siglos. Con apenas 20 años, gracias a Mercury Theatre, monta dos versiones novedosas de Shakespeare: un Macbeth, interpretado por negros y ubicado en Haití y un Julio César ambientado en la estética de concentraciones de masas. Es así, como Orson Welles va preparando el terreno cinematográfico y realiza el bosquejo de lo que, a futuro, producirá un Welles-cineasta.[cita requerida]
«En su instituto realiza varias puestas en escena de Shakespeare, el autor al que nunca abandonará en su carrera, tanto por los textos representados como por el espíritu que anima sus creaciones propias».
El mundo de Shakespeare está presente tanto en las adaptaciones Macbeth (1948) como en Otelo (1952), que rueda como inédita convicción de teatro cinematográfico, como en Campanadas a media noche (1966), donde se apropia de los personajes del dramaturgo para desarrollar los temas del poder, la ambición y la impostura, también presentes en dos oas que formalmente pertenecen al cine negro o policial: La dama de Shangái (1948) y Touch of Evil (1958). Al utilizar las fuentes isabelinas en sus películas, Welles permite descubrir los antecedentes de gran parte de su obra contemporánea. En muchos aspectos gusta de los mismos temas que prefería Shakespeare como: la caída de una figura grandiosa, la pasión regida por una mala estrella, las numerosas facetas de camaradería. Sin embargo, ni en Macbeth ni en Otelo ha mostrado estricta fidelidad por la letra de las obras. Para los aficionados a los versos de Shakespeare, estas dos películas carecen de atractivo. No obstante, cinematográficamente, tiene una enorme fuerza bárbara. Si parecen melodramáticas, se debe a la firme creencia de Welles de que “Shakespeare nunca escribió una tragedia pura: no podía hacerlo. Escribió melodramas que tenían estatura trágica pero que a pesar de todo eran todas historias melodramáticas”.
Sobre la filmación de las obras de Shakespeare, Welles comenta: «Un método para alejarse de la trivialidad es volver a nuestros clásicos y por esta razón que vemos a los cineastas experimentar con Shakespeare, algunos desastrosamente y otros de otra manera». Como el teatro isabelino al que tanto ama, su propio universo, cine, está lleno, hasta la abundancia, de una rica selección de personajes, de bufones mezclados con reyes y de villanos mezclados con hombres inocentes.

## Vida privada

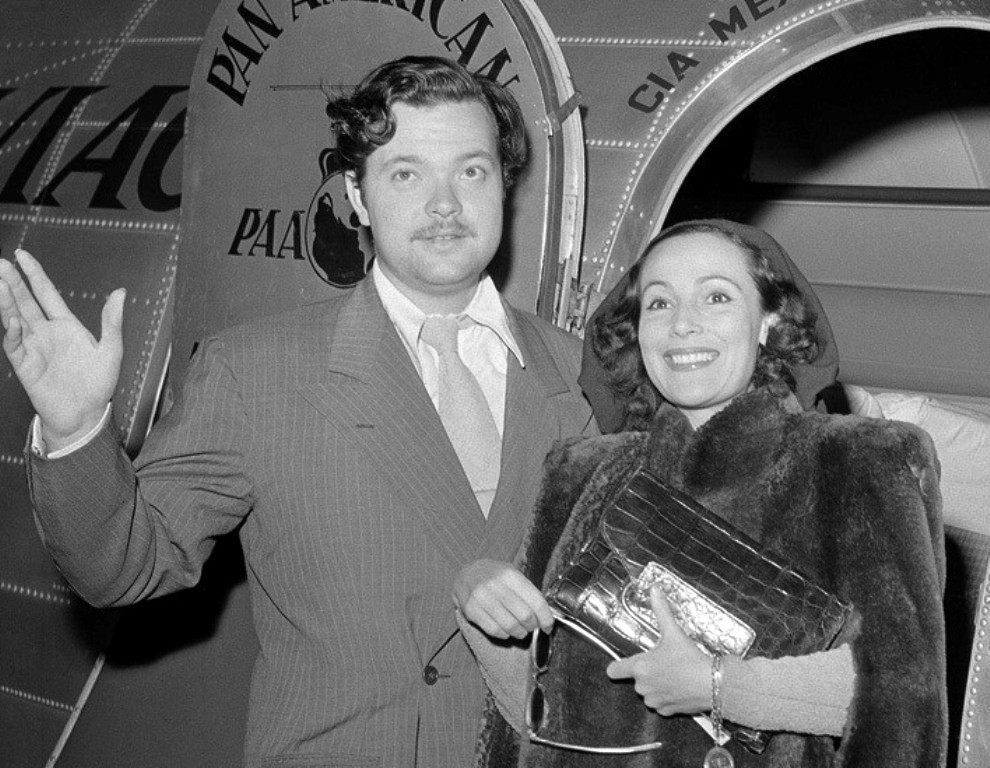
Orson Welles junto con Dolores del Río

Welles vivió un tórrido romance entre 1938 y 1942 con la actriz mexicana Dolores del Río. Según su hija, Rebecca Welles, Dolores fue el amor de su vida. Welles estuvo casado con la actriz Rita Hayworth.
Era conocido su amor por España por lo que rodó varias de sus películas en tierras españolas, en especial por Ávila, en una entrevista confesó que le gustaría retirarse allí, además cultivó la amistad de figuras conocidas del mundo de los toros de la época, como Antonio Ordóñez y Luis Miguel Dominguín.
Durante toda su vida tuvo un elevado ritmo de trabajo y muchos pleitos financieros, lo que a la larga le acarrearía la muerte.
La noche del 9 de octubre de 1985, Welles grabó su última entrevista en el programa de televisión The Merv Griffin Show, junto a la biógrafa Barbara Leaming. «Welles y Leaming hablaron de la vida de Welles, y el segmento fue un interludio nostálgico», escribió el biógrafo Frank Brady. Welles regresó a su casa en Hollywood y trabajó hasta la madrugada escribiendo acotaciones para el proyecto (llamado Orson Welles' Magic Show) que él y Gary Graver planeaban rodar en la UCLA al día siguiente. Welles falleció la mañana del 10 de octubre a causa de un infarto. Fue encontrado por su chófer alrededor de las 10:00 a.m.
Sus cenizas fueron depositadas en el municipio malagueño de Ronda, en la finca de recreo de San Cayetano, propiedad de su amigo el matador de toros Antonio Ordóñez, según tal y como había expresado. Sin embargo hay otras versiones en las cuales se dice que Orson Welles no dejó testamento alguno donde expresara sus deseos luego de su muerte, por lo cual tanto su hija como su esposa acordaron que sus cenizas fuesen esparcidas en España, ya que concordaron que ese fue el lugar donde Welles se sintió más feliz en el transcurso de su vida.

## Filmografía

### Como director
- 1934 - The Hearts of Age - cortometraje amateur
- 1938 - Too Much Johnson - película desaparecida y recuperada en 2013.[11]
- 1941 - Citizen Kane (Ciudadano Kane / El ciudadano)
- 1942 - The Magnificent Ambersons (Soberbia[12] / Los magníficos Amberson / El cuarto mandamiento)
- 1942 - It's all true - película inacabada
- 1942 - Tanques (Tanks[13]) - película inédita y desconocida
- 1946 - The Stranger (El extraño)
- 1947 - The Lady from Shanghai (La dama de Shanghái)
- 1947 - Macbeth (Macbeth)
- 1952 - Otelo
- 1955 - Mr. Arkadin (Mister Arkadin/Confidential report)
- 1955 - The Land of the Basques (La tierra de los vascos) - Documental para la BBC
- 1956 - Moonraker - Película desconocida en argumento.
- 1957 - Touch of Evil (Sed de mal / Sombras del mal)
- 1962 - El proceso (The Trial), basada en El proceso, novela de Franz Kafka.
- 1965 - Campanadas a medianoche (Falstaff / Chimes at Midnight), sobre obras de Shakespeare
- 1967 - The Deep - Película inacabada
- 1968 - Una historia inmortal (The immortal story)
- 1968 - Tepepa - Giulio Petroni música de Ennio Morricone
- 1969 - Don Quijote de Orson Welles  - película inacabada (aunque montada en 1992 por Jesús Franco).[14]
- 1973 - F for Fake (F de Falso / Falso / Fraude)
- 1978 - Filming Othello
- 2018 - The Other Side of the Wind (Al otro lado del viento, filmada entre 1970 y 1976)

### Radio
- 1938 - La guerra de los mundos (War of the Worlds)

### Como actor
- 1934 - The Hearts of Age - cortometraje amateur
- 1941 - Citizen Kane (El Ciudadano / Ciudadano Kane), de Welles
- 1943 - Journey into Fear (Estambul), de Norman Foster (pero iniciado por Welles).
- 1944 - Jane Eyre (Jane Eyre), de Robert Stevenson
- 1945 - El extraño (The Stranger), de Welles
- 1947 - The Lady from Shanghai (La dama de Shanghái), de Welles
- 1947 - Macbeth (Macbeth), de Welles
- 1949 - El tercer hombre (The Third Man), de Carol Reed
- 1949 - Cagliostro (Black Magic), de Gregory Ratoff y Welles
- 1949 - Príncipe de los zorros (Prince of Foxes), de Henry King
- 1950 - La rosa negra  (The Black Rose) de Henry Hathaway
- 1952 - Otelo (Othello), de Welles
- 1953 - Trent's Last Case, de Herbert Wilcox
- 1966 - Napoleón de Sacha Guitry
- 1956 - Moby Dick (Moby Dick), de John Huston
- 1957 - Touch of Evil (Sed de Mal), de Welles
- 1958 - El largo y cálido verano (The long hot summer), de Martin Ritt.
- 1959 - Compulsion
- 1962 - El proceso (The Trial), de Welles
- 1963 - Ro.Go.Pa.G (dirigida por Godard, Pasolini,Rossellini y Gregoretti)
- 1965 - Campanadas a medianoche (Chimes at Midnight), de Welles
- 1966 - A Man for All Seasons, de Fred Zinnemann
- 1966 - ¿Arde París? (Is Paris burning?), de René Clément
- 1967 - Casino Royale (Casino Royale), de John Huston
- 1968 - Una historia inmmortal (The immortal story), de Welles
- 1968 - Castillo de naipes (House of Cards), de John Guillermin
- 1969 - ¿Cuál de las 13? (The Thirteen Chairs), de Nicolas Gessner y Luciano Lucignani
- 1970 - La batalla del río Neretva (Bitka na Neretvi / The Battle of Neretva), de Veljko Bulajić
- 1970 - Waterloo, dirigida por Serguéi Bondarchuk.
- 1971 - La década prodigiosa (La Décade prodigieuse), de Claude Chabrol
- 1971 - Malpertuis, de Harry Kümel
- 1972 - La isla del tesoro, de John Hough y Andrea Bianchi
- 1973 - Fraude (F for Fake), de Welles
- 1979 - A Step Away, Película Oficial VIII Juegos Panamericanos 1979, San Juan de Puerto Rico (Última narración para un largometraje - 140mins.)
- 1979 - The Muppet Movie, de James Frawley. Cameo como Lew Lord.
- 1980 - El secreto de Tesla (Tajna Nikole Tesle), de Krsto Papic
- 1984 - In Our Hands, de Robert Richter y Stanley Warnow
- 1986 - The Transformers the movie (voz/Unicron)
- 1986 - Hot Money, de Zale Magder y George McCowan

### Como narrador
- 1958 - South Seas Adventure, largometraje.
- 1958 - Les seigneurs de la forêt, documental.
- 1965 - A King's Story, documental.
- 1967 - Diez días que estremecieron el mundo, documental.
- 1971 - Centinelas del silencio, cortometraje.
- 1973 - Orson Welles' Great Mysteries, serie.
- 1976 - NBC: The First Fifty Years, documental.
- 1976 - The New Deal for Artists, documental.
- 1978 - The Late Great Planet Earth, largometraje.
- 1981 - Las Profecías de Nostradamus, documental.
- 1981 - La loca historia del Mundo, largometraje.
- 1984 - The Last Sailors: The Final Days of Working Sail, documental.
- 1984 - Almonds and Raisins, documental.

## Premios y distinciones
Premios Óscar
| Año  | Categoría            | Película                  | Resultado |
| ---- | -------------------- | ------------------------- | --------- |
| 1942 | Mejor director       | Ciudadano Kane            | Nominado  |
| 1942 | Mejor película       | Ciudadano Kane            | Nominado  |
| 1942 | Mejor actor          | Ciudadano Kane            | Nominado  |
| 1942 | Mejor guion original | Ciudadano Kane            | Ganador   |
| 1943 | Mejor película       | The Magnificent Ambersons | Nominado  |
| 1970 | Óscar honorífico     | Óscar honorífico          | Ganador   |

Festival Internacional de Cine de Cannes
| Año  | Categoría                      | Película                | Resultado |
| ---- | ------------------------------ | ----------------------- | --------- |
| 1952 | Palma de Oro                   | Otelo                   | Ganador   |
| 1959 | Mejor interpretación masculina | Impulso criminal        | Ganador   |
| 1965 | Premio del Público             | Campanadas a medianoche | Ganador   |
| 1965 | Premio Aniversario             | Campanadas a medianoche | Ganador   |

Festival Internacional de Cine de Venecia
| Año  | Categoría                      | Resultado |
| ---- | ------------------------------ | --------- |
| 1970 | León de Oro a toda una carrera | Ganador   |

| Año  | Premio       | Categoría                 | Película                | Resultado               | Ref.      |
| ---- | ------------ | ------------------------- | ----------------------- | ----------------------- | --------- |
| 1965 | Premio BAFTA | Mejor actor extranjero    | Campanadas a medianoche | Candidato               |           |
| 1965 | 1971         | Premio Óscar              | Óscar Honorífico        | Óscar Honorífico        | Ganador   |
| 1965 | 1982         | Premio Globo de Oro       | Mejor actor de reparto  | Butterfly               | Candidato |
| 1965 | 1983         | Premio David de Donatello | Premio Luchino Visconti | Premio Luchino Visconti | Ganador   |